# Gilberto Forti
Gilberto Forti (Roma, 12 aprile 1922 – Milano, 15 novembre 1999) è stato un giornalista, scrittore e traduttore italiano.

## Biografia
Nel 1945 iniziò a lavorare per la Associated Press; mantenne l'incarico fino al 1956. In seguito, lavorò per 25 anni per il gruppo Rusconi; negli anni 1980 pubblicò due sue raccolte di poesie narrative in versi endecasillabi per Adelphi, casa editrice per cui fu anche traduttore dall'inglese e dal tedesco. Iniziò la carriera di traduttore con Longanesi, e lavorò anche per Arnoldo Mondadori Editore. Per la traduzione di La verità, vi prego, sull'amore di Auden vinse il XV Premio Monselice per la traduzione letteraria (1995).

## Opere

### Curatele
- Marianne Moore, Il basilisco piumato, Milano, Rusconi, 1972
- Marianne Moore, Le poesie, Milano, Adelphi, 1991

### Raccolte poetiche
- Piccolo almanacco di Radetzky, Milano, Adelphi, 1983
- A Sarajevo il 28 giugno, Milano, Adelphi, 1984

### Traduzioni
- Isaac Berenblum, La scienza contro il cancro, Milano, Longanesi, 1948
- Eric Temple Bell, La magia dei numeri, Milano, Longanesi, 1949
- Desmond Young, Rommel, Milano, Longanesi, 1951
- Frederick Lewis Allen, Il grande passo, Milano, Longanesi, 1954
- Bruno Traven, Il meglio di Bruno Traven, Milano, Longanesi, 1954 (con Teresa Pintacuda)
- David Mynders Smythe, L'amante della Francia: la Pompadour, Milano, Longanesi, 1955
- Gregor von Rezzori, Un ermellino a Cernopol, Milano, Mondadori, 1962
- Yrjo Kokko, Gli amici della foresta, Milano, Longanesi, 1964
- Ulrich Mohr, Atlantis, Milano, Longanesi, 1965
- Oswald Schwarz, Psicologia del sesso, Milano, Longanesi, 1965
- Isaac Deutscher, Stalin: una biografia politica, Milano, Longanesi, 1969
- Rolf Magener, Probabilità zero, Milano, Longanesi, 1969
- Johann Wolfgang von Goethe, Settanta liriche, Milano, Rusconi, 1970
- Audie Murphy, All'inferno e ritorno, Milano, Longanesi, 1970
- Bruce Marshall, Il miracolo di padre Malachia, Longanesi, 1949
- Frederic Prokosch, Voci, Milano, Adelphi, 1985
- Josif Brodskij, Il canto del pendolo, Milano, Adelphi, 1987
- Josif Brodskij, Fuga da Bisanzio, Milano, Adelphi, 1987
- Josif Brodskij, Fondamenta degli incurabili, Venezia, Consorzio Venezia nuova, 1989
- Gottfried Benn, Pietra, verso, flauto, Milano, Adelphi, 1990
- Johann Wolfgang von Goethe, Favola, Milano, Adelphi, 1990 (con Luciano Foà)
- Wystan Hugh Auden, La verità, vi prego, sull'amore, Milano, Adelphi, 1995
- Wystan Hugh Auden, Shorts, Milano, Adelphi, 1995
- Elias Canetti, Il testimone auricolare: cinquanta caratteri, Milano, Adelphi, 1995 (con Raffaele Oriani)
- Elias Canetti, La rapidità dello spirito: appunti da Hampstead, 1954-1971, Milano, Adelphi, 1996
- Josif Brodskij, Dolore e ragione, Milano, Adelphi, 1998